# Westerlund 1
Westerlund 1 är en mycket massiv öppen stjärnhop i altaret, upptäckt av Bengt Westerlund på Mount Stromlo år 1961.